# 静岡市立西奈南小学校
静岡市立西奈南小学校（しずおかしりつ にしなみなみしょうがっこう）は、静岡県静岡市葵区南瀬名町にある公立小学校。通級指導教室が設置されている。

## 沿革
- 1979年（昭和54年）
  - 4月1日 - 仮設校舎（プレハブ2棟）にて開校式（当時の地番：静岡市川合391番地）[2]。
  - 5月30日 - 第1期校舎完成。
  - 7月1日 - 校章制定。
- 1980年（昭和55年）
  - 3月31日 - 体育館完成。
  - 8月5日 - プール完成。
- 1982年（昭和57年）2月20日 - 校歌制定。
- 1988年（昭和63年）11月5日 - 創立10年記念式典[2]。
- 1997年（平成9年）5月16日 - 創立20年記念講演会[2]。
- 1998年（平成10年）5月16日 - 創立20年記念航空写真撮影[2]。
- 2008年（平成20年）5月9日 - 創立30年記念航空写真撮影[2]。
- 2013年（平成25年）9月9日 - 創立35周年記念航空写真撮影[2]。

## 通学区域
| 葵区 - 瀬名川一〜三丁目 - 瀬名中央一〜四丁目 - 東瀬名町 - 南瀬名町 | 駿河区 - 弥生町の一部 |

## アクセス
- しずてつジャストライン竜爪山線・東部団地線・北街道線 「南瀬名町」停留所から、徒歩5分